# Debora Sapenter
Debora Sapenter   (Prairie View, 22 de febrer de 1952), coneguda com a Debra Sapenter i posteriorment amb els cognoms de casada Speight i Christopher, va ser una atleta estatunidenca, especialista en els 400 metres, que va competir durant la dècada de 1970.
El 1976 va prendre part en els Jocs Olímpics de Mont-real, on disputà dues proves del programa d'atletisme. Guanyà la medalla de plata en els 4x400 metres relleus, formant equip amb Sheila Ingram, Pamela Jiles i Rosalyn Bryant. En els 400 metres fou vuitena.
En el seu palmarès també destaquen dues medalles de plata als Jocs Panamericans de 1975, en els 400 i 4x400 metres relleus. També guanyà el campionat de l'AAU de 440 iardes de 1974 i el de 1975 dels 400 metres.

## Millors marques
- 100 metres. 11.18" (1974)
- 200 metres. 23.52" (1976)
- 400 metres. 51.23" (1976)[1][2]